# Король Петро Макарович
Петро́ Мака́рович Коро́ль (нар. 22 січня 1950, с. Бобриця, Києво-Святошинський район Київської області — пом. після 16 червня 1994)  — український поет і письменник, член Спілки письменників України, член літературних об'єднань «Кобза» тв «Радосинь», автор низки поетичних збірок для дітей і дорослих.

## Життєпис
Петро Король народився 22 січня 1950 року в селі Бобриця Києво-Святошинського району (тепер — Бучанський район) Київської області у селянській родині. Його батько — Макар Данилович Король — мав інвалідність через виробничу травму на заводі «Червоний трикутник» у м. Ленінграді (тепер — Санкт-Петербург, Росія). Мати — Галина Ничипорівна Король — працювала у колгоспі за трудодні, отримувала малу плату за свою роботу.
Дитинство провів в селі Бобриця. Навчався у Бобрицькій середній школі, але його перша вчителька Марія Скуйбіда помітила, що у малого Петра поганий зір. Батьки через бідність не мали грошей на лікування дитини. Тому завдяки сприянню школи його перевели до інтернату для слабозорих дітей у м. Горлівка на Донеччині, а згодом, коли відрився подібний заклад на Київщині, недалеко від родини, до такого ж інтернату у м. Боярка Київської області. За спогадами вчительки Бобрицької середньої школи Людмили Грекової, Петро Король любив своє село, що видно по його віршам.
Здобувши середню освіту, продовжив навчання на філологічному факультеті Київського державного університету. В університеті він брав участь у діяльності літературної студії «Кобза» під керівництвом Володимира Забаштанського. За спогадами Володимира Забаштанського, саме Петро Король був ініціатором цієї літературної студії, вигадав її назву, був її першим старостою протягом 12 років, а також залучив до неї на той час молодих поетів Івана Царинного, Василя Осадчого, Таїсію Шаповаленко, Василя Герасим'юка, Людмилу Таран, Олександра Астаф'єва, Наталку Білоцерківець, Олексія Микитенка та інших.
Зазнав репресій за участь у покладанні квітів до пам'ятника Тарасу Шевченку на день перепоховання Тараса Шевченка 22 травня — усі студенти, які прийшли того разу до пам'ятника були покарані. Поета, який був інвалідом І групи по зору, виключили з 3 курсу університету, а його твори заборонили до публікації, хоча, за свідченнями Дмитра Чередниченка, в його віршах не було жодної крамоли проти Радянського Союзу.
В останні роки життя бував на засіданнях літературного об'єднання «Радосинь». Через сильне падіння зору не мав змоги самостійно писати і ходити, і до літоб'єднання приїздив, коли була можливість з ким це зробити. Через це свої вірші Петро Король надиктовував тим, хто до нього приходив — збережені кілька зошитів, написаних різними почерками. Незадовго до смерті обіцяв передати зошит зі своїми новими віршами Дмитру Чередниченку, які він надиктував, після їх перевірки. Проте, за спогадами Дмитра Чередниченка, цей зошит він так і не отримав.
У 1993 році вступив до Спілки письменників України. Рекомендації на вступ йому дали Володимир Забаштанський та Дмитро Чередниченко.
Помер, за інформацією Дмитра Чередниченка, після 16 червня 1994 року, у 1994 році

## Творчий доробок
Писати вірші почав у шкільні роки. У студентські роки публікував вірші районній газеті «Шлях комунізму» (у часи незалежної України — «Новий день»), підписуючись «П. Король, с. Бобриця».
Вірші Петра Короля для дітей було видано кількома книжечками: «У веселому трамваї» (1980), «Лісовий експрес» (1989), «Чарівні двері» (1993), «Не піду з садка додому» (спільно з Ніною Дергач і Миколою Зайцем, 1989).
Окремі твори Петра Короля виходили в дитячій періодиці різних часів — журналах: «Малятко», «Соняшник», «Барвінок», «Дошкільне виховання», а також у поетичних альманахах «Жива вода», «Радосинь». Його вірші увійшли до посібника «Андрійкова книжка» (автор — Галина Кирпа, у співавторстві), збірок віршів, оповідань та казок «Обрії» (1979), «Ой, весела в нас зима» (1986, упорядник Станіслав Вишенський), «Весна красна» (1987, упорядник Станіслав Вишенський), «Календарик-дошколярик. 1988» (1987, упорядник Олександр Зима), «Дванадцять місяців. 1990» (1989). Також, за інформацією Дмитра Чередниченка, твори Петра Короля вчителі використовували на своїх уроках.
У його віршах розкриті теми спогадів про дитинство, лірика кохання, шани до рідного села.
Петро Король написав вірші «Ой, село моє, Бобриця» та «Чорнобривці», присвячені своєму селу. Останній з них згодом стало гімном села. Також він записав багато легенд та переказів про село Бобрицю.
У 1995 році друзі — Володимир Забаштанський, Василь Герасим'юк, Ольга та Іван Майбороди, Сергій Цушко — здійснили посмертне, за словами редактора Дмитра Чередниченка, «найповніше видання віршів чудового поета Петра Короля, що так несподівано і передчасно відійшов». Видання «Вечір під осиками. Лірика. Лісовий експрес. Вірші для дітей» (1995) складається з двох книг — одна призначена для дорослих, друга — для дітей..
У 2013 році було здійснене ще одне посмертне видання творів Петра Короля «Сонячних рядків букет».
Деякі твори поета увійшли до науково-методичних рекомендацій 2016 року літератури для виховання дітей дошкільного віку, а саме його вірші: «Півник-дудар», «Котик умивається», «Лісові дзвіночки», «Козлик», «Заячі рукавиці», «Жабка», «Чому літо бабине?», «Павутинки», «Сніжинки», «Навесні», «Небо й нічка», входили вірші поета і в попередні подібні рекомендації.
«Національний курикулум» Молдови рекомендував вірш П. Короля «У веселому трамваї» для позакласного читання учнів 1 класу, які вивчають предмет «Українська мова і література».
Після смерті поета його твори продовжують друкуватися в підручниках, поетичних збірках для дітей, на різноманітних веб-сайтах.

## Критика
На думку українського письменника Володимира Забаштанського, висловлену в рекомендації Петру Королю до вступу в Спілку письменників України у 1993 року, творчість Петра Короля вирізняється «щемкою синівською любов'ю до рідної землі, тонким ліризмом, виразною пісенністю». За його словами, «Петро Король має рідкісний дар — дивитися на світ дитячими очима».
Український письменник та поет Дмитро Чередниченко відзначив, що Петро Король є «майстром короткого жанру, який за лише декілька рядків вміє розкривати сутність важливих понять», а також віртуозним майстром «милих, дотепних, запашних віршів для дітей».

## Вибрані твори
Книжкові видання
- Король П. М. У веселому трамваї / Худ. К. В. Щепкіна. — Київ: «Веселка» 1980. — 16 с. — 125000 прим.
- Король П. М. Лісовий експрес / Худ. І. В. Остроменська. — Київ: Веселка, 1989. — 20 с. — 200000 прим.
- Дергач Н. Г., Заєць М. І., Король П. М. Не піду я із садка / Худ. О. М. Прахова. — Київ: Веселка, 1989. — 28 с. — ISBN 5-301-00358-5 — 125000 прим.
- Король Петро. Чарівні двері / Худ. Ю. Кавун. — Київ: Веселка, 1993. — 16 с. — ISBN 5-301-01160-X
- Король Петро. Вечір під осиками. Лірика. Лісовий експрес. Вірші для дітей — К. : Укр. письменник; Радосинь, 1995. — 90 с. — ISBN 5-333-01450-7
- Король П. М. Сонячних рядків букет: повне зібр. творів / Упоряд. В. В. Болгов. — Київ: Ін-т біогр. дослідж., 2013. — 139 с. — 500 прим. — ISBN 978-966-8178-56-6

У збірках віршів для діткй
- Обрії: вірші / Худ. А. Є. Львов. — Київ: Веселка, 1979. — 16 с. (П. Король. Три лисички. С. 8)[17]
- Ой, весела в нас зима: Зб. віршів, оповідань та казок / Ред.-упоряд. С. О. Вишенський; худ. Л. Г. Постних. — Київ: Веселка, 1986. — 80 с. — 100000 прим. (П. Король. Оповідання «Снігова баба і зайчик». С. 70-71)[17]
- Весна красна. Вірші, оповідання та казки / Ред.-упоряд. С. О. Вишенський; худ. Л. Г. Постних. — Київ: Веселка, 1987. — 72 с. — 100000 прим. (П. Король. Дощові телеграми. С. 62)[17]
- Календарик-дошколярик. 1988. Вірші, оповідання, казки, скоромовки, загадки / Упоряд. О. В. Зима; кол. худ.; рец. В. Чухліб. — Київ: Веселка, 1987. — 112 с. — 200000 прим. (П. Король. Взимку. С. 11)[17]
- Дванадцять місяців. 1990. Настільна книга-календар / Ред.-упоряд. Т. Г. Качалова; худ. ред. Д. П. Присяжнюк. — Київ: Веселка, 1989. — 192 с. — 100000 прим. — ISBN 5-301-00414-X (П. Король. Польовий бублик. С. 111)[17]

Окремі твори
- Гімн села Бобриця «Чорнобривці»[6]
- Вірш «Навесні»[18]
- Вірш «Щедрий заєць»[19].
- Вірш «Простудилася весна»[20].
- Пісня «Прилети, зозуле», слова — Петро Король, музика — Василь Деркач[21].

## Вшанування
Його пам'яті присвячено низку віршів, зокрема, авторства Раїси Давиденко та Зої Морозової.